# Ngwenyama

A Királyi lobogó

iNgwenyama (szó szerint „oroszlán”, egyéb formái tiNgewnyama, Ingwenyama, Inkosi, inkozi) Szváziföld királyának címe. Az Ndlovukazi ("nőstény elefánt") női uralkodói cím, aki a királlyal együtt uralkodik, a cím viselője a király anyja vagy a királyi család egy másik magas rangú női tagja. Az iNgwenyama a világi hatalom bírtokosa, míg az Ndlovukazi vallási vezető.
A jelenlegi király III. Mswati, aki 1986 óta uralkodik. A király és a királyi háztartás számára elkülönített éves költségvetés 61 millió dollárt tesz ki.

## Etimológia
Az Ingwenyama szvázi nyelven „oroszlánt” jelent, de tiszteletbeli értelemben (hasonlóan például az arab szajid szóhoz), szemben a libhubesi ténylegesen az oroszlán megnevezése a szvázi nyelvben. A címet néha Ingwenyama, iNgwenyama vagy ingweinyama alakban írják, az i- (többes számban ti-, tiNgweniyama) előtaggal, ami azt jelenti, "a király".

## Az uralkodó hatalma

### Gazdasági
Az iNgweinyama tulajdonában van Szváziföld összes ásványkincse, kivéve azokat, amelyek magánvállalatok tulajdonában vannak. A bányászat egyéb területeit szintén a király ellenőrzi.

### Közigazgatási
Az iNgwenyama kinevezheti Szváziföld szenátusának 20 (legfeljebb 31) szenátorát és képviselőházának 10 (a legfeljebb 76) tagját. A király egyben az igazságszolgáltatás vezetője és a Szvázi Nemzeti Tanács elnöke is.  A Szváziföld irányításáért felelős helyi tisztviselőket vagy a király, vagy a feletteseik nevezik ki.

### Kulturális
Az iNgwenyama egyéb hatáskörei közé tartozik a földek kiosztása, a nemzeti gyűlések kezdeményezése, a vagyon elosztása, a társadalmi események szervezése és a vallási szertartásokon való részvétel. Az uralkodót királyi dalnokok, az úgynevezett griótok dicsőítik. A griótok nyilvános eseményeken lépnek fel, és az Ngwenyama erényeiről énekelnek. Az Ngwenyama vagy az Ndlovukati ellen elkövetett bármilyen bűncselekményt, vagy tulajdonaik megrongálását szörnyű bűntettnek tekintik. Tilos az uralkodó ruháit viselni, gyógyszereiket használni, vagy bizonyos távolságon belül tartózkodni tőlük. Az uralkodónővel való házasságtörés hazaárulásnak számít, és a Ngwenyama bármelyik polgárt bármilyen okból száműzheti országából.

## Vallási jelentőség
Az Incwala ("inkvala") szertartás során a Ngwenyama keletre és nyugatra osztja szét a szent vizet, hogy jelezze az év végét. Az ünnepség második napján a fiatalok különleges ágakat gyűjtenek, és azokat egy különleges szentélyben helyezik el. A király ezután a szentélyben együtt énekel az alattvalóival, ezzel megerősítve hűségüket. Később a Ngwenyama tüzet gyújt. Az ünnep célja Szváziföld jólétének biztosítása.  Úgy hiszik, a király hozta el az esőt az országba.

## Történelem
II. Sobhuza fontos szerepet játszott Szváziföld modernizálásában. A múltban a királypárti Imbokodvo Nemzeti Mozgalom rendszeresen megnyerte a parlamenti helyek túlnyomó többségét, amíg a politikai pártok törvényesek voltak, így teljes ellenőrzést szerzett a kormány felett. III Mswati király megváltoztatta a hagyományos tinkundla rendszert, és egyes részeit modern intézményekkel helyettesítette.

## Utódlás
A királyt hagyományosan valamelyik fia követi. Az örököst anyja erényei alapján választják ki.

## Fordítás
- Ez a szócikk részben vagy egészben  a   Ngwenyama című angol Wikipédia-szócikk ezen változatának fordításán alapul.  Az eredeti cikk szerkesztőit annak laptörténete sorolja fel. Ez a jelzés csupán a megfogalmazás eredetét és a szerzői jogokat jelzi, nem szolgál a cikkben szereplő információk forrásmegjelöléseként.